# Camarón de la Isla

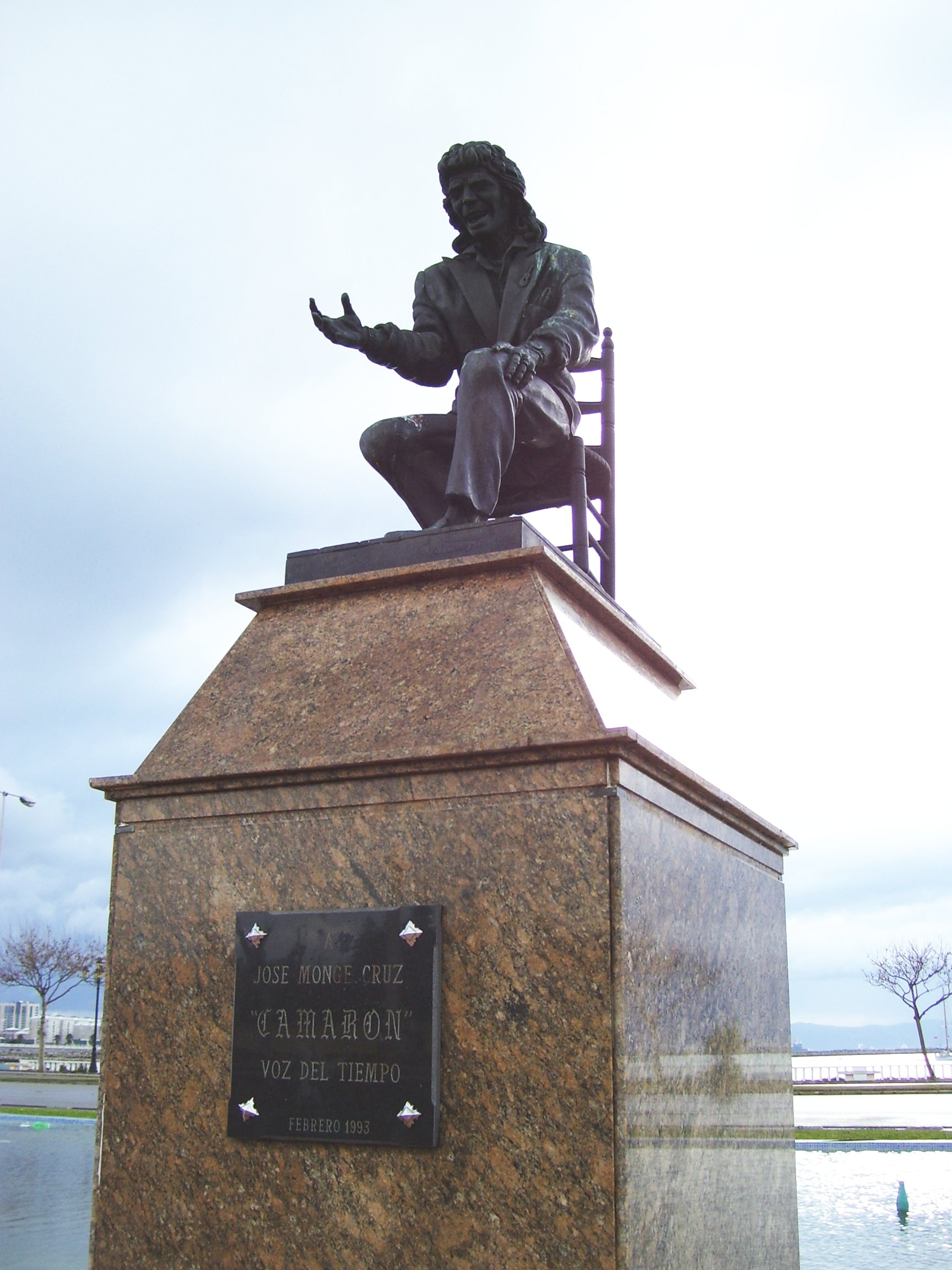
Estátua de Camarón em La Línea de la Concepción

José Monje Cruz (por vezes creditado como José Monje Cruz), mais conhecido como Camarón de la Isla ou simplesmente Camarón (5 de Dezembro de 1950, San Fernando, Espanha — 2 de Julho de 1992, Badalona, Espanha), foi um popular cantor espanhol de flamenco.

## Biografia
O seu tio José alcunhou-o de camarão por ser louro e ter a pele muito branca. Aos 8 anos começou a cantar com Rancapino nas paragens dos transportes públicos e à porta de tabernas para ganhar dinheiro. Aos 14 anos entrou no filme “El amor brujo” com António Gades”. Dois anos mais tarde ganhou o primeiro prémio no “Festival del Cante Jondo” em Mairena de Alcor. Depois mudou-se para Madrid com Miguel de los Reyes, e em 1968 tornou-se artista residente em “Torres Bermejas Tablao”, onde permaneceu por 12 anos.

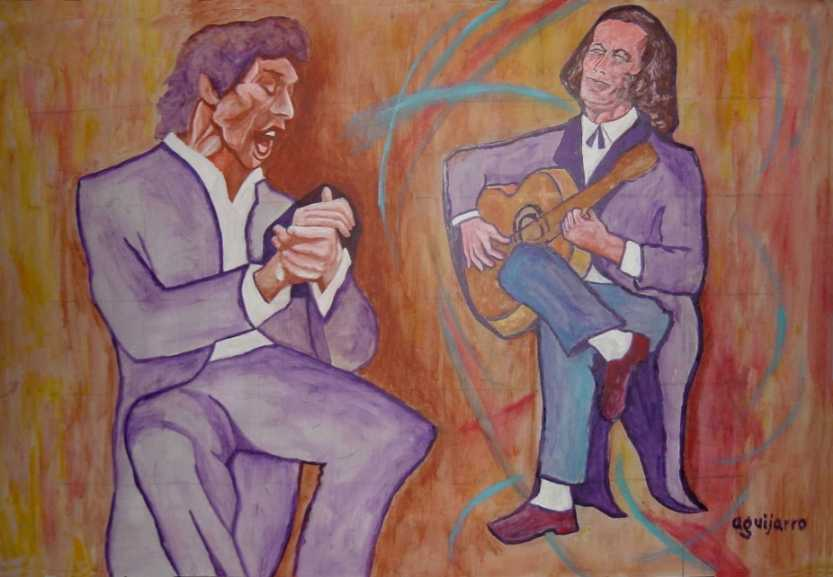
Camarón e Paco de Lucía

Foi então que conheceu o Grande Paco de Lucía, com quem iria gravar nove álbuns entre 1969 e 1977. Os dois fizerem imensas digressões durante este período. Quando de Lucía começou a sua carreira a solo, Camarón passou a trabalhar com Tomatito.
O primeiro disco sem Paco de Lucía, La leyenda del tiempo, lançado em 1979, é até hoje considerado um marco do flamenco, aproximando-o de gêneros como o rock e o jazz. É também a partir desse disco que o cantor abrevia seu nome artístico para somente Camarón.
Em 1986 envolve-se em um acidente de trânsito no qual o veículo que dirigia choca-se com um outro, resultando na morte de duas pessoas. O cantor é condenado a um ano de prisão, na qual acaba não ingressando por não ter antecedentes criminais.
Morreu de cancro do pulmão em 1992. Estima-se que mais de 100.000 mil pessoas tenham comparecido no seu funeral.

## Legado
Camarón foi o mais popular e influente cantor de flamenco do período moderno. Embora o seu trabalho tenha sido criticado pelos tradicionalistas, é considerado de grande importância por mostrar às gerações mais novas a cultura do flamenco.
Em 2005 o diretor Jaime Chavárri levou às telas a cinebiografia Camarón, com Óscar Jaeneda no papel principal. O filme foi indicado a diversas categorias do Prêmio Goya, a mais importante premiação do cinema espanhol.

## Discografia
1. Al verte las flores lloran (1969) *
2. Cada vez que nos miramos (1970)
3. Son tus ojos dos estrellas (1971)
4. Canastera¹ (1972)
5. Caminito de Totana (1973)
6. Soy caminante (1974)
7. Arte y majestad (1975)
8. Rosa María (1976)
9. Castillo de arena (1977)
10. La leyenda del tiempo (1979)
11. Como el agua (1981)
12. Calle Real (1983)
13. Viviré (1984)
14. Te lo dice Camarón (1986)
15. Flamenco Vivo (1987)
16. Soy gitano (1989)
17. Potro de rabia y miel (1992)
18. Camarón nuestro (1994)

- (1): Os nomes pelos quais são conhecidos os cinco primeiros discos de Camarón com Paco de Lucía são os de uso popular, sendo chamados pelas suas respectivas faixas de abertura. Oficialmente, todos se intitulam El Camarón de la Isla con la colaboración especial de Paco de Lucía, com exceção de Canastera.